# 제1대 윌트셔 백작 토머스 불린

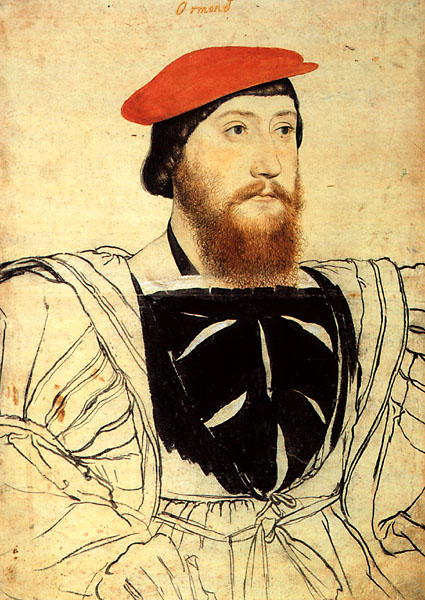
토머스 불린, 소(小) 한스 홀베인

토머스 불린(영어: Thomas Boleyn, Earl of Wiltshire, 1st Earl of Ormond, 1st Viscount Rochford, 1477년경 - 1539년 3월 12일)은 튜더 왕조 시대 잉글랜드 왕국의 외교관이자 정치인이며, 헨리 8세의 두 번째 아내인 앤 불린의 아버지이자 엘리자베스 1세의 외할아버지에 해당한다. 그는 자택인 히버 성에서 태어나 묻혔다. 그의 부모는 윌리엄 불린(1451년 - 1505년 10월 10일)과 마거릿 버틀러(1444년 - 1539년)이다.

## 가족 관계
토머스 불린은 노포크 공 토머스 하워드의 딸 엘리자베스 하워드와 혼인하였다. 두 사람은 다섯 명의 아이를 낳았지만, 그 가운데 불과 세 명만이 살아남았다:
- 메리 불린 (1499년 - 1543년 7월 19일)
- 앤 불린 (1501/7년경 - 1536년 5월 17일); 나중에 잉글랜드의 왕비가 됨
- 조지 불린 (1504년경 - 1536년 5월 17일)
- 토머스 불린 (어린 나이에 사망)
- 헨리 불린 (어린 나이에 사망)